# Maurício de Sabóia
Maurício de Sabóia (Turim, 10 de janeiro de 1593 - Turim, 4 de outubro de 1657) foi um cardeal do século XVII

## Biografia
Nasceu em Turim em 10 de janeiro de 1593. Quarto filho de Carlo Emanuele I "il Grande", duque de Sabóia, e Catalina, infanta de Espanha, filha do rei Felipe II de Espanha. Parente do cardeal Amedeo di Savoie (1449). Seu sobrenome também está listado como Sabaudia; e como Savoy.
Educado na corte espanhola..
Entrou no estado eclesiástico muito jovem e por motivos puramente políticos. Ele nunca fez os votos e tornou-se cardeal quando tinha quinze anos..
Criado cardeal diácono no consistório de 10 de dezembro de 1607. Abade commendatario de S. Michele della Chiusa, 1611. Tenente-general do Piemonte, 1615. Abade commendatario de Casanova, diocese de Saluzzo, 1618. Foi para a França em 1618 para concluir o casamento de seu irmão Vittorio Amadeo com Cristina da França. Não participou do conclave de 1621 , que elegeu o Papa Gregório XV. Recebeu o chapéu vermelho em 18 de fevereiro de 1621; e a diaconia de S. Maria Nuova, 17 de março de 1621. Optou pela diaconia de S. Eustachio, 19 de abril de 1621. Protetor da França perante a Santa Sé. Participou do conclave de 1623, que elegeu o Papa Urbano VIII; como protetor da França, teve um papel decisivo na eleição do Papa Urbano VIII. Optou pela diaconia de S. Maria na Via Lata, em 16 de março de 1626. Cardeal protodiácono. Protetor da Espanha perante a Santa Sé. Apoiado pela Espanha, manobrou para obter a tutela de seu sobrinho Carlo-Emmanuele, provocando uma guerra civil no Piemonte que durou até 1642. Renunciou ao cardinalato e casou-se com sua sobrinha, a princesa Ludovica Cristina de Saboia, em 18 de agosto de 1642. Em 10 de novembro de 1642, 1642, renunciou à sua diaconia de S. Maria na Via Lata. No consistório de 1º de dezembro de 1642, o Papa anunciou que o cardeal di Savoia havia apresentado ao núncio em Madri sua renúncia ao cardinalato e à sua igreja diaconal, e declarou válido seu matrimônio. No consistório de 13 de abril de 1643, o papa recebeuper procuratores a renúncia e a aceitou e ratificou. Eles não tinham filhos. Ele se tornou príncipe de Oneglia. Dedicou-se ao estudo da filosofia e das letras..
Morreu em Turim em 4 de outubro de 1657, de apoplexia, em Villa della Regina, Torino. Enterrado em Sacra di San Michele , um complexo arquitetônico situado no topo do Monte Pirchiriano , na entrada do Val di Susa , na comuna de Sant'Ambrogio di Torino , diocese de Susa. É o monumento símbolo da região do Piemonte. Foi reestruturado e confiado aos Padres Rosminiani. Há um monumento em sua memória logo acima da entrada da igreja de S. Maria na Via Lata, em Roma..